# Lucie Pierrat-Pajot
Œuvres principales
- Série Les Mystères de Larispem

Lucie Pierrat-Pajot, née en 1986 à Nevers, est une autrice de littérature jeunesse.

## Biographie
Née à Nevers, Lucie Pierrat-Pajot est professeur-documentaliste.
En 2016, elle reçoit le prix du premier roman jeunesse Gallimard-RTL-Télérama pour le premier tome des Mystères de Larispem, sélectionnée parmi 800 candidats. La trilogie est une uchronie, s'inspirant de la Commune de Paris, dont l'héroïne est une apprentie-bouchère.

## Œuvres

### SérieLes Mystères de Larispem
1. Le sang jamais n'oublie, Gallimard jeunesse, 2016, 260 p.  (ISBN 978-2-07-059980-6)Réédition, Gallimard jeunesse, format poche, 2018, 320 p. (ISBN 978-2-07-509921-9) ; réédition, Gallimard, coll. « Folio SF » no 640, 2019, 320 p. (ISBN 978-2-07-283747-0)
2. Les Jeux du siècle, Gallimard jeunesse, 2017, 322 p.  (ISBN 978-2-07-508149-8)Réédition, Gallimard jeunesse, format poche, 2019, 384 p. (ISBN 978-2-07-513155-1) ; réédition, Gallimard, coll. « Folio SF » no 666, 2020, 400 p. (ISBN 978-2-07-288531-0)
3. L'Élixir ultime, Gallimard jeunesse, 2018, 358 p.  (ISBN 978-2-07-509336-1)Réédition, Gallimard, coll. « Folio SF » no 690, 2021, 464 p. (ISBN 978-2-07-294455-0)

### SérieAu larges des Vîles
1. Au larges Vîles, tome 1, Gallimard jeunesse, 2024, 304 p.  (ISBN 978-2-07-520193-3)

## Prix et distinctions
- Prix du premier roman jeunesse Gallimard-RTL-Télérama, 2016.